# Rolf Kramer (Journalist)
Rolf Kramer (* 1. März 1938 in Kranenburg) ist ein ehemaliger deutscher Sportreporter.

## Leben und Wirken
Kramer studierte an der Universität Münster Publizistik, Geschichte und Philosophie, brach sein Studium jedoch ab.
Ab 1960 volontierte er bei diversen Tageszeitungen. Ab 1963 arbeitete er beim WDR-Hörfunk, ab April 1966 beim SWF und ab April 1971 schließlich beim ZDF. Unter anderem moderierte Kramer dort viele Jahre die ZDF-Sportreportage, deren Leiter er auch war. Des Weiteren war er bei diversen Fußball-Weltmeisterschaften im Einsatz. So kommentierte er z. B. das WM-Finale 1978, das legendäre Halbfinale 1982 zwischen Deutschland und Frankreich sowie das Endspiel der Fußball-WM 1986. Er kommentierte auch das Spiel der WM 1978 zwischen der Bundesrepublik Deutschland und Österreich (Schmach von Córdoba) sowie die als „Jahrhundertspiel“ bekannt gewordene Partie im Viertelfinale der WM 1986 zwischen Brasilien und Frankreich und das Wunder von der Grotenburg.
Kramer ist Vater von vier Kindern.